# Fabia agraria
Fabia Agraria va ser una antiga llei agrària romana, d'origen discutit. La llei establia els límits que s'havien de fixar a les noves colònies i municipis romans i probablement està datada en algun moment del segle iii aC. Pel seu nom, la va proposar un membre de la gens Fàbia, segurament un tribú de la plebs.